# Balantiopteryx plicata
Balantiopteryx plicata är en däggdjursart som beskrevs av Peters 1867. Balantiopteryx plicata ingår i släktet Balantiopteryx, och familjen frisvansade fladdermöss. IUCN kategoriserar arten globalt som livskraftig. Inga underarter finns listade i Catalogue of Life. Wilson & Reeder (2005) skiljer mellan två underarter. Artepitet plicatus är latin och betyder veckad.
Flera individer från södra Mexiko var med svans 63 till 70 mm långa, svanslängden var 12 till 21 mm och underarmarna var 39,2 till 42,6 mm långa. De hade 6 till 9 mm långa bakfötter och 12 till 16 mm långa öron. Hos stora exemplar kan underarmarna vara 46 mm långa. Balantiopteryx plicata har liksom andra släktmedlemmar ett säckformigt organ med en körtel på flygmembranen. Kännetecknande är att organet ligger i vingens centrum. Dessutom har en del av flygmembranen en vit kant. Som hos alla frisvansade fladdermöss ligger svansens spets utanför svansflyghuden. Arten har en gråaktig till brunaktig päls som är lite ljusare på undersidan. Några delar av flygmembranen är på ovansidan täckta med hår. Tandformeln är I 1/3 C 1/1 P 2/2 M 3/3, alltså 32 tänder.
Denna fladdermus förekommer i Amerika. Utbredningsområdet sträcker sig från centrala Mexiko till Costa Rica. Dessutom finns två mindre avskilda populationer. En på södra Baja California och den andra i norra Colombia. Arten vistas i låglandet och i bergstrakter upp till 1500 meter över havet. Habitatet utgörs av olika slags skogar samt buskskogar.
Individerna bildar kolonier med 50 eller fler medlemmar som vilar i grottor, trädens håligheter, redskapsbyggnader eller liknande gömställen. Vanligen är tre fjärdedelar av kolonin hanar. Födan utgörs av insekter. I tropiska delar föds ungarna under regntiden.
Arten flyger vanligen 10 till 25 meter ovanför marken som kan vara täckt av skog eller av låg växtlighet. För olika honor registrerades en hastighet av 9 till 10 km/h som är långsamt jämförd med andra fladdermöss. Balantiopteryx plicata kan vid viloplatsen bilda blandade flockar eller kolonier med andra fladdermöss. Fladdermusen jagas av ugglor och av hökar. På land kan den falla offer för skunkar, näsbjörnar och tamkatter.